# HAL Tejas
Le HAL LCA Tejas (« glorieux » en sanskrit) est un avion multirôle monoplace développé par l'Inde appartenant, selon la presse indienne, à la catégorie des avions de chasse de la 4e génération . Le premier avion de série a été livré le 17 janvier 2015, une version non définitive de la tranche SP1.

## Conception

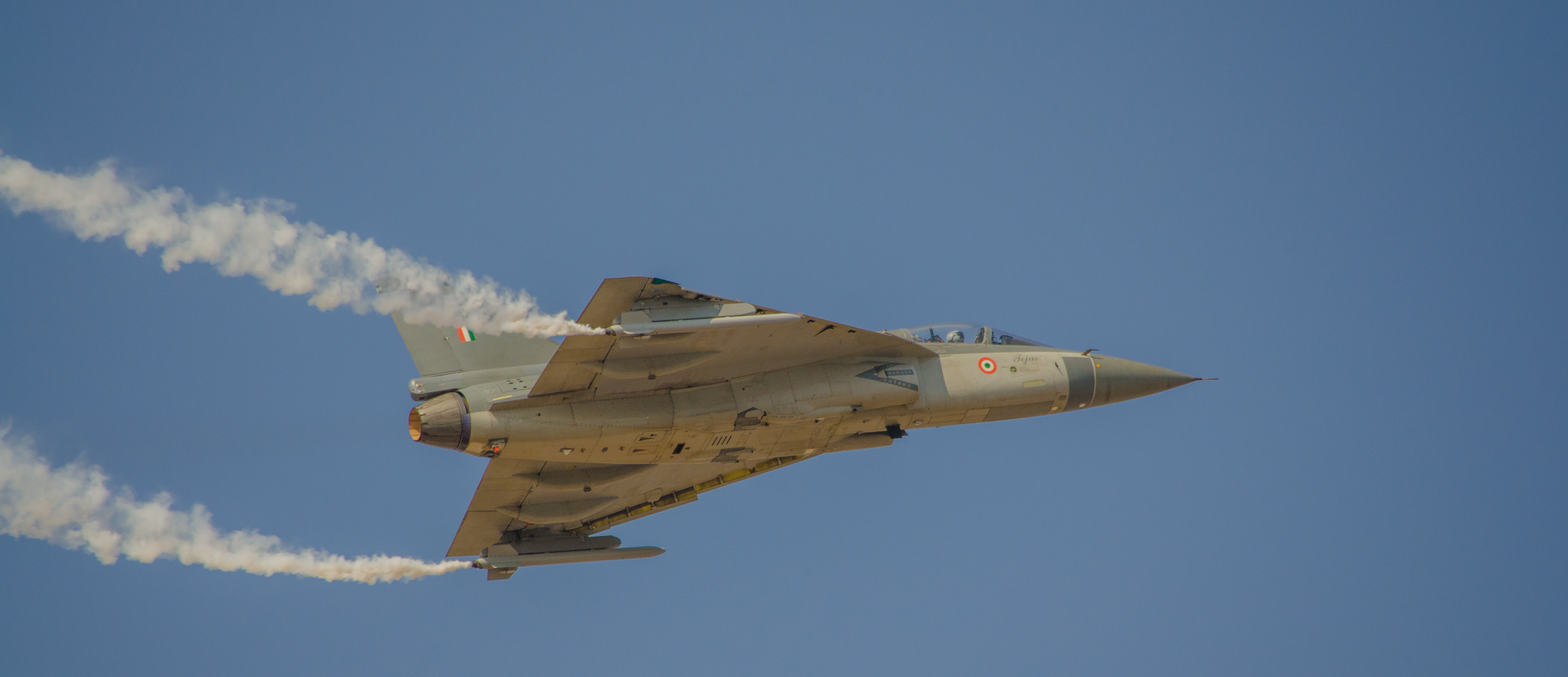
Un Tejas en démonstration en 2013

Alors que l'Inde n'avait produit jusque-là qu'un seul avion militaire de conception nationale (le HAL HF-24 Marut, développé au début des années 1960 avec l'aide d'ingénieurs allemands), New Delhi décida en 1983 de se lancer dans la production d'un appareil entièrement national, apte à participer à son indépendance dans le domaine aéronautique.
C'est la société Hindustan Aeronautics Ltd. (HAL), sous la supervision de 5 centres de recherches, qui sera chargée de ces travaux, qui déboucheront sur la fixation du design du Light Combat Aircraft (LCA), en 1990, et sur son vol inaugural le 4 janvier 2001, un délai imposé par l'embargo temporaire décidé par les États-Unis à la suite de la série d'essais d'armes nucléaires indo-pakistanaises de 1998.
Considéré comme le plus petit appareil de combat polyvalent au monde[réf. nécessaire], le HAL Tejas doit remplacer les MiG-21 de la force aérienne indienne à partir de 2015.

## Développement

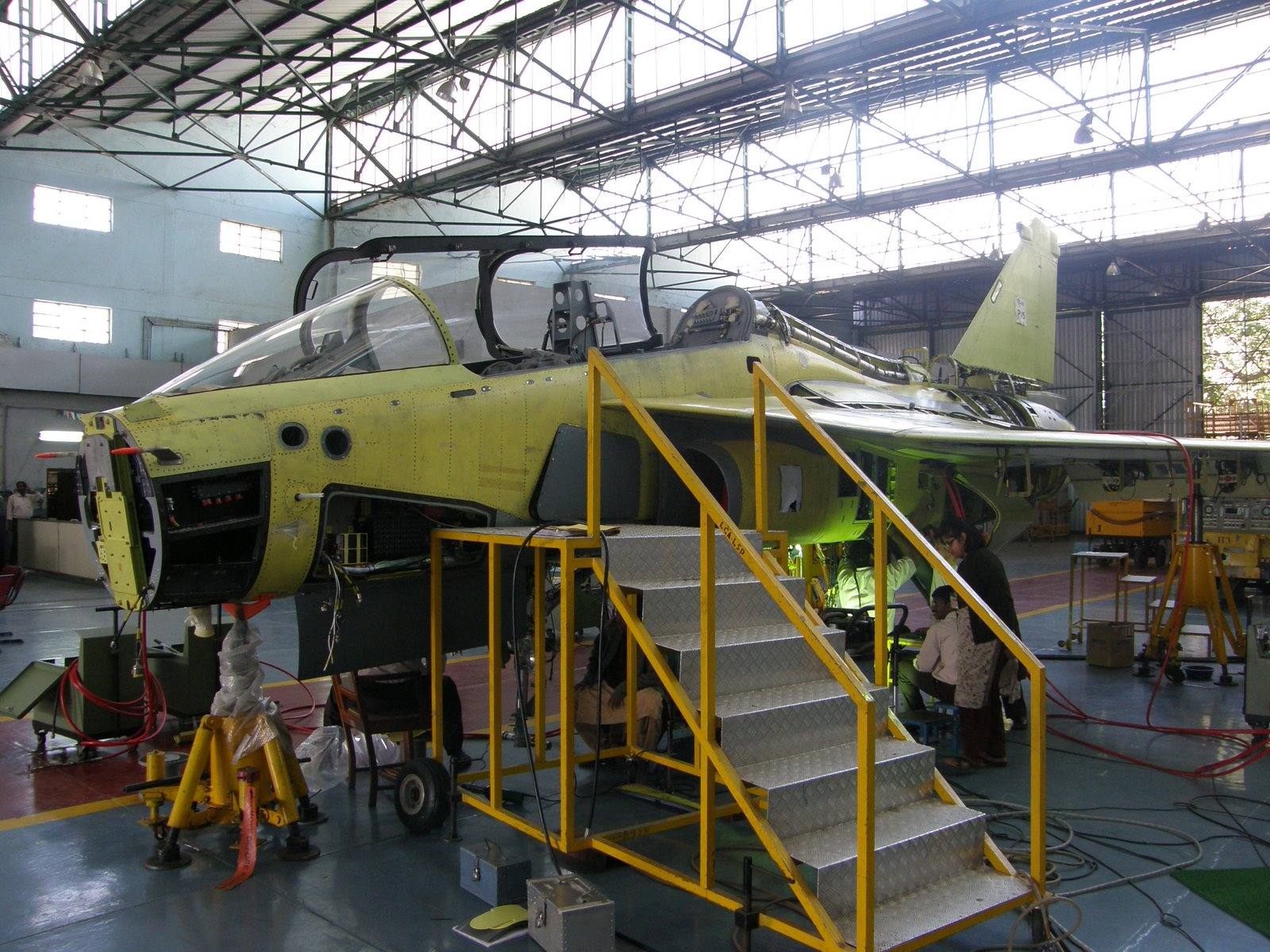
Construction du prototype de la version biplace d'entraînement, à Bangalore. Cet exemplaire allait ensuite subir des tests de résistance structurelle.

Le LCA, rebaptisé Tejas en 2001, cache sous une apparente simplicité une technologie relativement avancée. Faisant appel aux matériaux composites, l'appareil a été spécifiquement conçu pour pouvoir opérer ailleurs que depuis des bases aériennes correctement équipées en matériel d'entretien ou de maintenance. En conséquence, la simplification des opérations de maintenance a fait l'objet d'un soin particulier, alors que l'appareil décolle et atterrit sur des distances relativement courtes et qu'une perche de ravitaillement en vol peut également être installée, augmentant son rayon d'action.
Naturellement instable et très manœuvrant (notamment par la disposition d'une aile en double delta), il est équipé de commandes de vol électriques fournies par Lockheed-Martin, d'un affichage tête haute et d'un système HOTAS (en anglais : Hands On Throttle And Stick) facilitant son pilotage. Les appareils de série Mark II seront dotés d'un turboréacteur de conception nationale, le Kaveri. En attendant, en raison de nombreux retards et problèmes techniques dans son développement, les tests sont effectués en utilisant un General Electric F414-GE-INS6 vendu à l'Inde en 2010, pour motoriser le HAL Tejas Mk.II. Ces moteurs, dont la livraison a lieu à partir de 2015, équiperont les 20 premiers appareils de la série Mark II entrant en service.
Le HAL Tejas à l'origine est doté d'un radar israélien multimode à effet Doppler Elta (en) Systems EL/M-2032 (en) disposant de modes air-air et air-sol. Selon son constructeur, il permet une détection et le suivi jusqu'à 150 km en modes air-sol et air-air. Le système radar pèse entre 72 et 100 kg. En mai 2016, un contrat a été signé pour qu'il soit remplacé à l'avenir par le radar à antenne active EL/M-2052 (en).
L'avion peut être doté d'une nacelle FLIR et d'un désignateur laser. Il pourrait également recevoir des liaisons de données. Tout concourt donc à faire de lui, à l'origine, un appareil moderne pour un coût relativement faible, estimé en 2006 à 21 millions de dollars. Mais en 2011, celui-ci est alors estimé 42 millions de dollars par avion pour la version de base Mark I et 46 millions de dollars pour la version Mark II. Reste toutefois que l'avion n'a, au début de 2006, été présenté qu'avec des munitions classiques (bombes lisses et paniers de roquettes) et des missiles air-air de courte portée.
Le 25 octobre 2007, le prototype PV1 a tiré avec succès son premier missile air-air courte portée R-73E Archer. Il s'agit du début de la phase d'intégration des systèmes d'armes, qui devrait être suivie par les essais du missile moyenne portée russe Vympel R-77. La prochaine étape portera sur l'intégration du radar multimodes (multicible, TWS et suivi de terrain) de fabrication nationale. En 2011, les performances du Tejas sont annoncées à la baisse par rapport aux prévisions : Mach 1,6 à haute altitude et Mach 1,15 à basse altitude, contre Mach 1,8 annoncé, et son rayon d'action est affiché à 300 km pour une autonomie de 850 km avec 3 000 litres de carburant interne. Le premier tir d'un missile BVR a lieu le 27 avril 2018. En 2022, il est adapté pour pouvoir emporter les bombes planantes AASM produites en Inde.

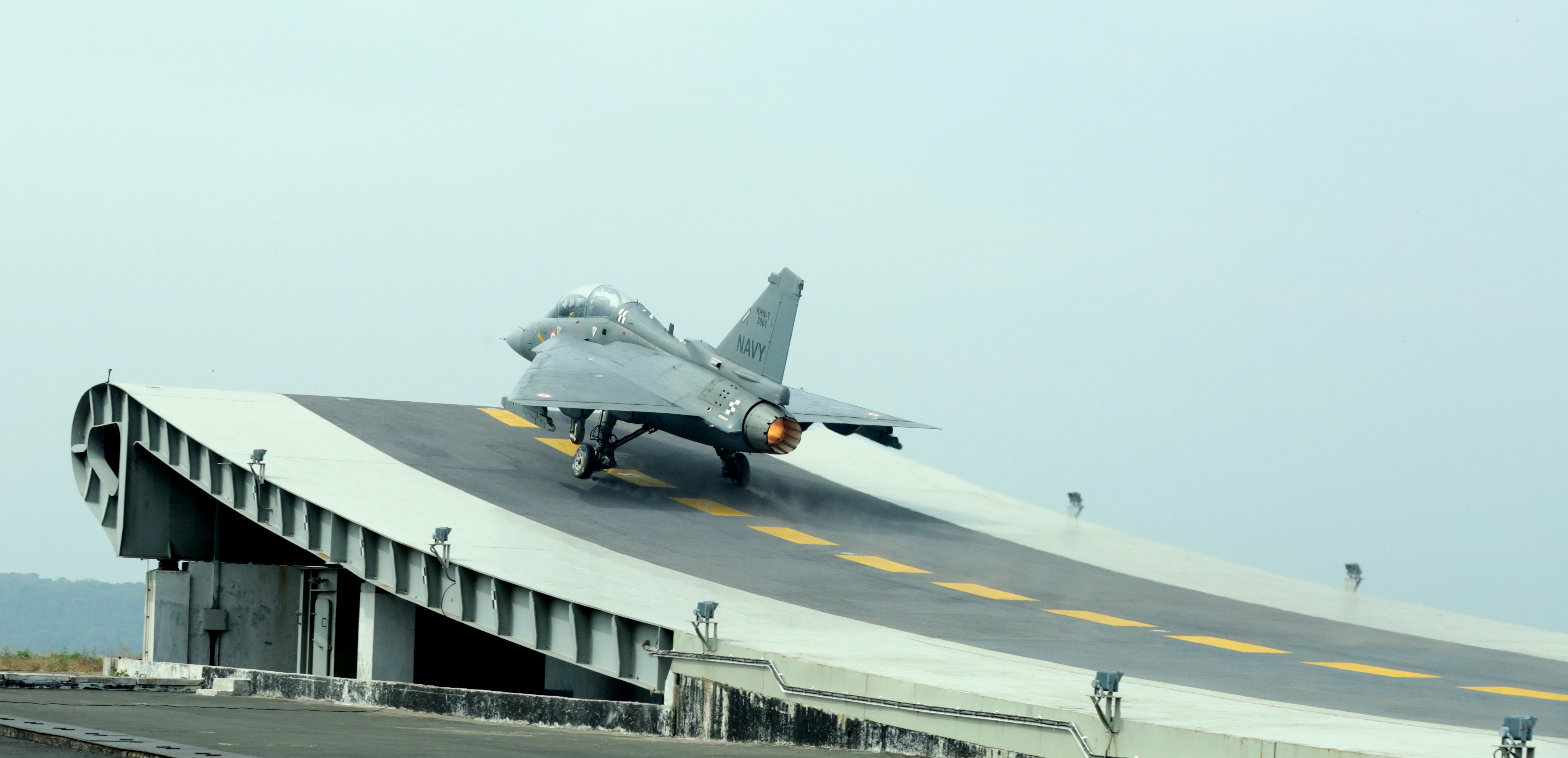
HAL Tejas NP-1 en essai sur la base aérienne de tests INS Hansa à Goa.

La navalisation de l'appareil est fréquemment évoquée pour équiper les porte-avions de classe Vikrant de la marine indienne mais, au début de 2011, le commandant de la marine indienne s'inquiète des fréquents retards et des profondes modifications de la version navale, alors qu'elle aurait dû n'avoir que 15 % de différence avec la version terrestre. De son côté, un ancien chef de l'armée de l'air indienne déclare en 2012 qu'il est certain que cette version n'entrera pas en service. Le premier prototype de la version navale, un biplace, a finalement effectué son premier vol le 27 avril 2012, avec cinq ans de retard. L'objectif à cette date est que les premiers Tejas LCA de la marine soient opérationnels en 2014~2015. Le 7 février 2015, le second prototype, un monoplace, prend son envol et la date d'entrée en service est repoussée à une échéance indéterminée. Le 23 juillet 2018, le prototype NP2 HL effectue le premier vol avec l'ensemble des équipements spécifiques à la version embarquée et réussit un atterrissage avec brin d'arrêt. Considéré comme un démonstrateur technologique, il effectue son premier appontage le 11 janvier 2020 sur le INS Vikramaditya,
Début 2013, un total de 13 prototypes et avions d'essais ont été construits.
Une version Mk. 2 équipée d'un moteur plus puissant General Electric F414/INS6 doit voir son envol en 2017.
À terme, l'armée de l'air indienne [IAF] avait envisagé d'en acheter 260 exemplaires, alors qu'il serait également proposé à l'exportation. Mais en mai 2016, elle confirme son intention de commander 83 autres Tejas MKI (10 biplaces et 73 monoplaces) à la suite d'une commande antérieure de 40 appareils dans ce standard. Le contrat en attente est alors estimé à 5,3 milliards de dollars.
Ces appareils devraient ensuite être mis au standard MKII. Au total, l'Inde prévoit, à cette date, un total de 180 Tejas.
En janvier 2020, une version biréacteur navalisée est a l'étude. Le Twin Engine Deck Based Fighter (TEDBF), également connu sous le nom de Tejas Mk2, pourrait effectuer son premier vol d'ici 2023.

### Carrière opérationnelle

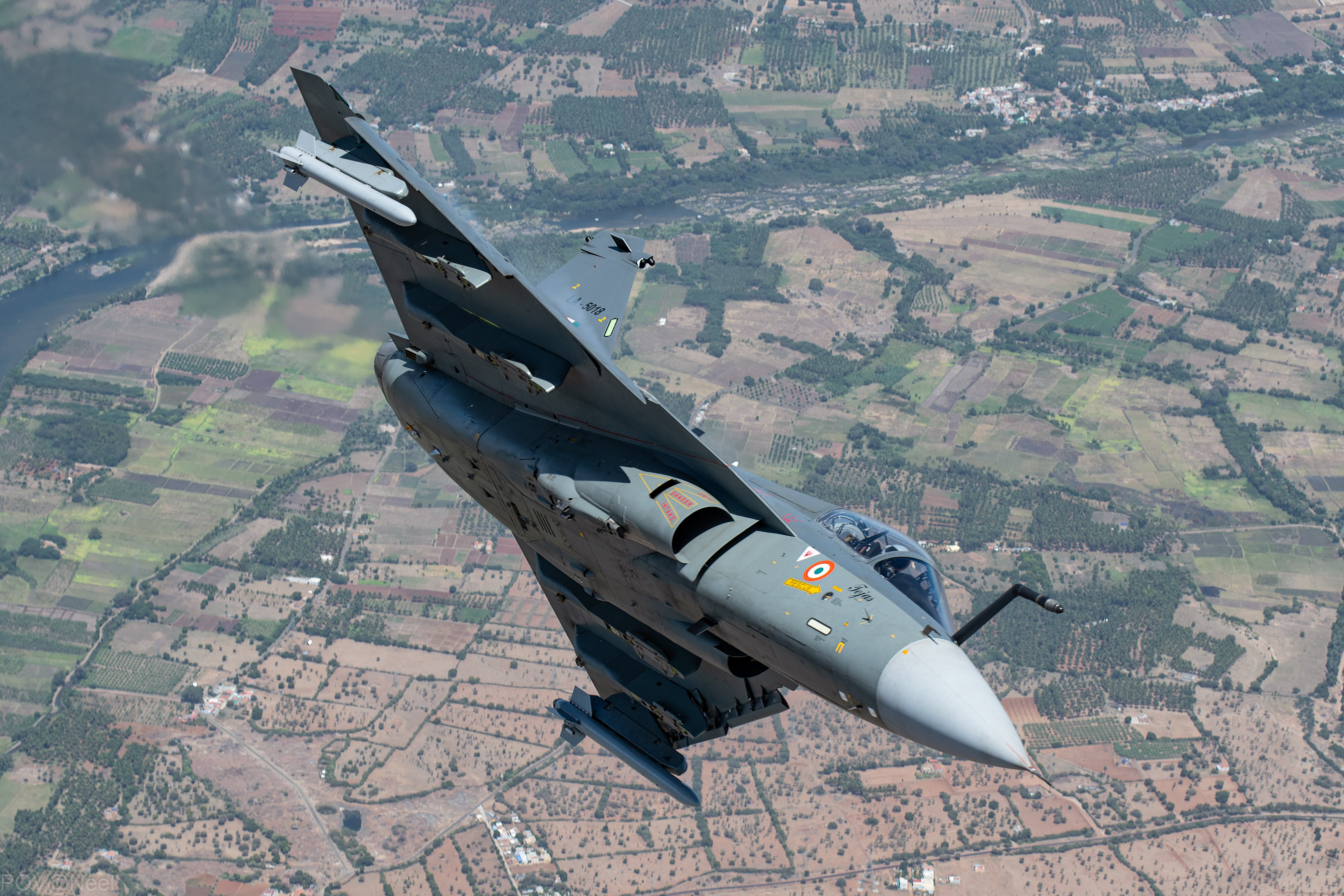
Flying Bullets en octobre 2021.

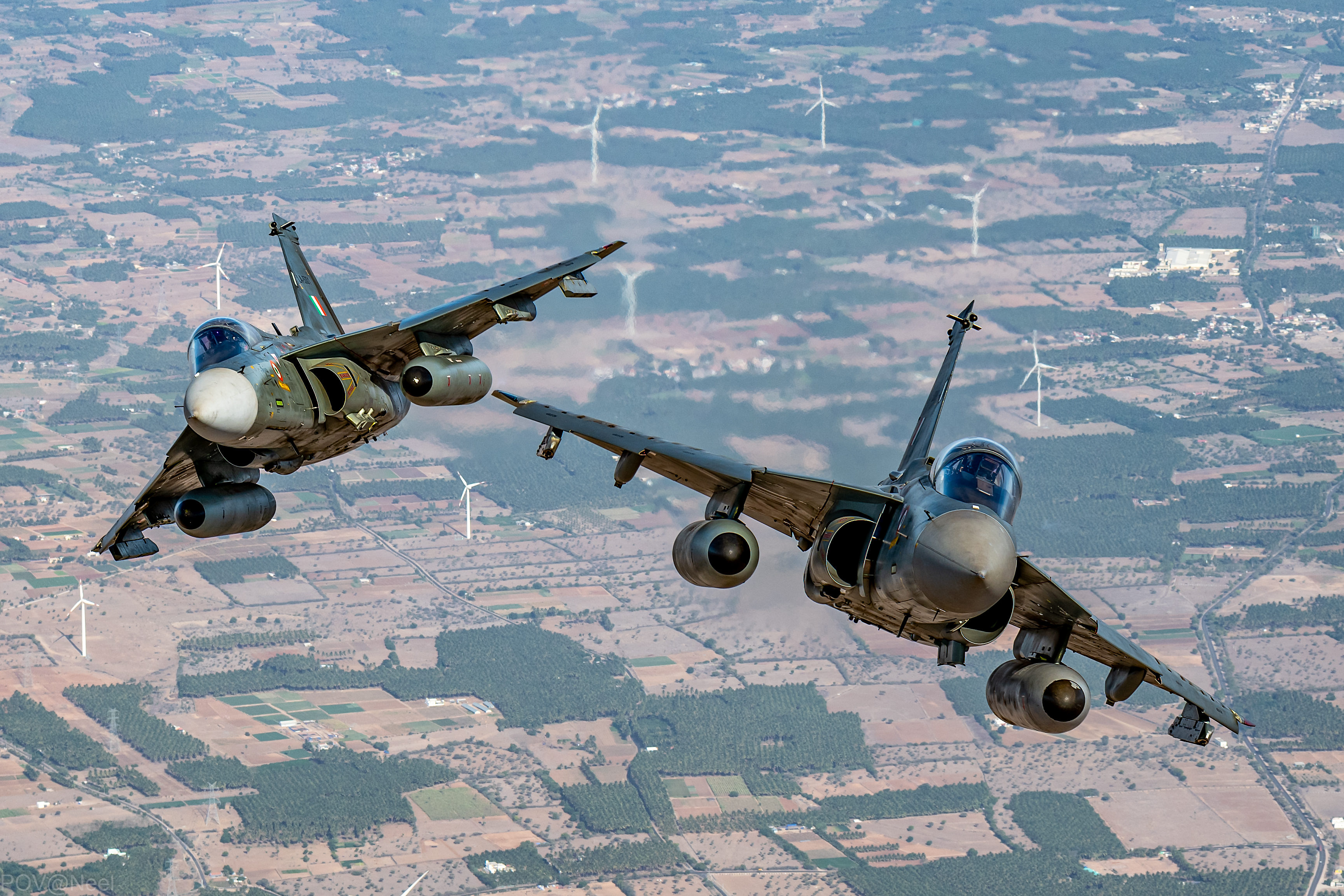
Flying Daggers en octobre 2021.

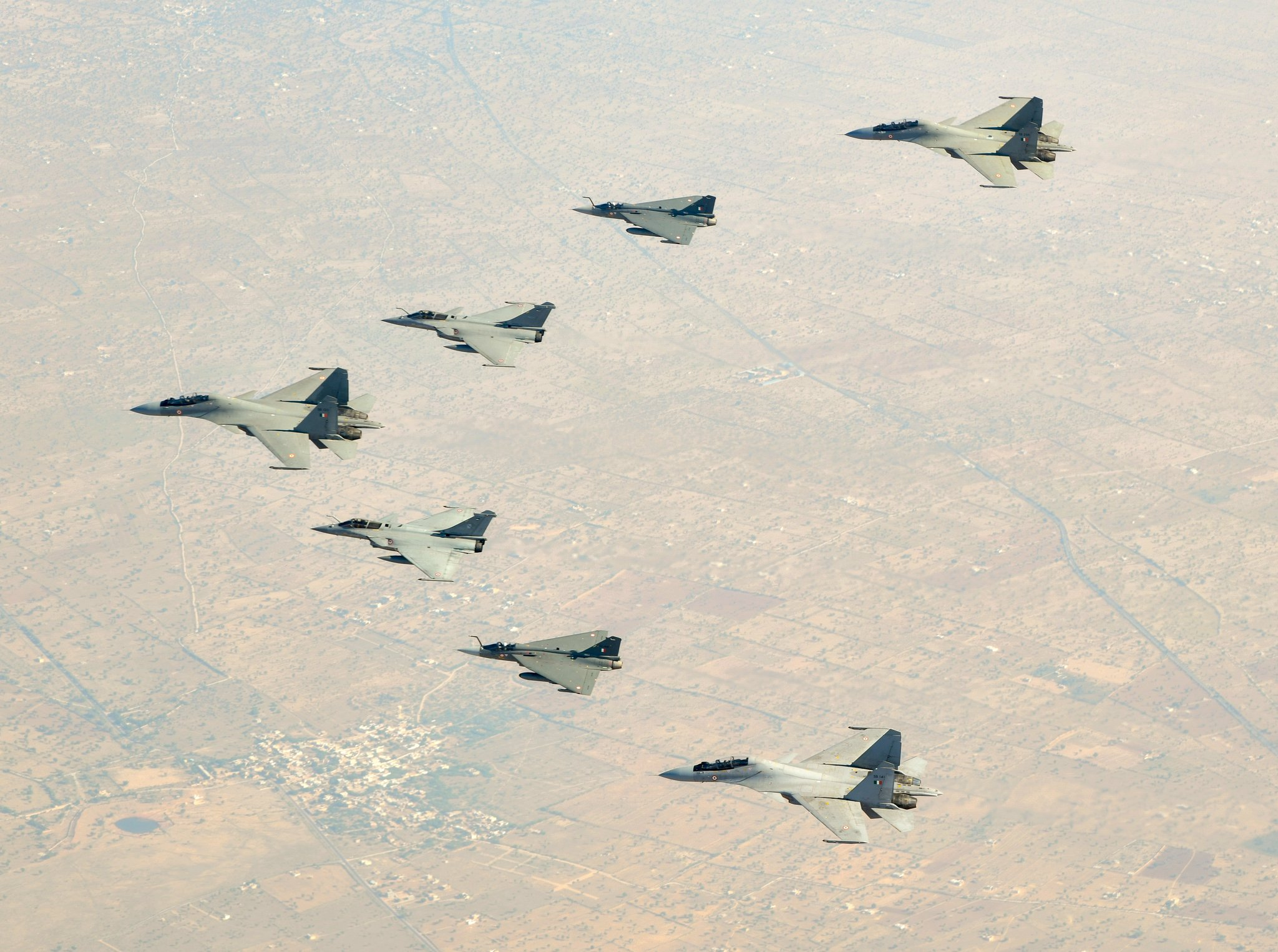
En 2022 lors de Garuda VII avec des Rafale français et des Sukhoi Su-30MKI indiens.

Le premier avion de série Mk. 1 est livré à l'armée de l'air indienne le 17 janvier 2015 et le premier escadron entre officiellement en service le 1er juillet 2016. Il s'agit du No. 45 Squadron IAF (en) « Flying Daggers » qui a deux appareils à cette date et doit en avoir 18 en 2018. L'aviation indienne a planifié la mise en service de six appareils en 2016 et huit en 2017. Tous les escadrons de Tejas seront théoriquement composés de vingt appareils, dont quatre serviront d'appareils de réserve. Le 17 mars 2020, l’avionneur Industan Aeronautics Ltd a effectué le premier vol d’un Tejas en configuration opérationnelle finale. À cette date, le 45e Escadron « Flying Daggers » exploite 16 LCA Mk1. L'escadron no 18 « Flying Bullets » devrait être la deuxième unité dotée du Tejas MkI également basée à Sulur.
L'annonce de mai 2016 se concrétise le 13 janvier 2021, Le Gouvernement de l'Inde annonce pour l'équivalent de 6,4 milliards de dollars l'acquisition de 73 monoplaces HAL Tejas au standard Mk1A et de 10 biplaces LCA T (Tandem) Mk1A. La production du Mk1A devrait démarrer en 2022, les livraisons débuter en 2024 pour se terminer en 2028.
Les livraisons ont pris du retard, le général Amar Preet Singh chef d’état-major de l’IAF tance le fabricant lors du salon Aero India de février 2025 : « Pour le moment, je n’ai tout simplement pas confiance en HAL, ce qui est une très mauvaise chose ».
Avions livrés à l'armée :
- base aérienne de Sulur
  - No. 45 Squadron (Flying Daggers)[18]
- base aérienne de Naliya
  - No. 18 Squadron (Flying Bullets)[19].

En 2024 : le 12 mars, un avion de combat HAL Tejas de l'escadrille N°18 Flying Bullets, s'écrase dans la ville de Jaisalmer dans le Rajasthan. Le pilote s'est éjecté, c'est le premier accident entrainant une perte totale concernant ce type d'avion. Lors de Exercise Tarang Shakti, le 13 août le général Stéphane Mille et son collègue Ingo Gerhartz font un vol sur la version Mk1.